# Heterogaster artemisiae
Heterogaster artemisiae, auch Beifuß-Bodenwanze genannt, ist eine Wanze aus der Familie der Heterogastridae.

## Merkmale
Die Wanzen werden 4,6 bis 5,6 Millimeter lang. Die Art sieht der Brennnesselwanze (Heterogaster urticae) ähnlich, ist jedoch kleiner und ihr fehlen die langen Haare auf Kopf und Pronotum. Die Schienen (Tibien) haben basal einen dunklen Ring und die Fühler sind überwiegend blass gefärbt; insbesondere das zweite Glied.

## Verbreitung und Lebensraum
Die Art ist in Europa verbreitet, fehlt aber weitgehend nördlich von 50° nördlicher Breite. Im Süden erstreckt sich das Verbreitungsgebiet bis Nordafrika, im Osten durch Zentralasien bis in den Norden Chinas. Sie ist in Deutschland vor allem im Süden und dort lokal häufiger zu finden. Vereinzelt findet man sie auch noch im Süden Niedersachsens, in Sachsen-Anhalt und Brandenburg. In Österreich ist die Art verbreitet, aber nur lückenhaft nachgewiesen. Die Art besiedelt bevorzugt temperaturbegünstigte, offene Lebensräume mit Kalk- und Sandböden.

## Lebensweise
Man findet die Tiere in Mitteleuropa wohl nur an Thymianen (Thymus). Nachweise an Hülsenfrüchtler (Fabaceae) (Kronwicken (Coronilla)), Zistrosen (Cystus) und Korbblütlern (Asteraceae) (Feld-Beifuß (Artemisia campestris)) betreffen wohl nur wandernde Tiere die dort keine Nahrung aufgenommen haben. Die Imagines überwintern und kleben ihre Eier bis Juni in kleinen Gruppen mit Sekret versehen an den Nahrungspflanzen an. Die Paarung kann aber auch noch im Juni erfolgen. Die Nymphen treten von Juni bis August auf, die Imagines der neuen Generation ab August. Pro Jahr wird eine Generation ausgebildet.

## Belege